# Saison 2017 des Rockies du Colorado
La saison 2017 des Rockies du Colorado est la 25e saison en Ligue majeure de baseball pour cette équipe. 
Après 6 saisons perdantes de suite, les Rockies signent en 2017 leur première saison gagnante depuis 2010 et se qualifient en séries éliminatoires pour la première fois depuis 2009. À leur première année sous les ordres du gérant Bud Black, ils remportent 87 matchs de saison régulière, 12 de plus que la saison précédente, contre 75 défaites. Une 3e place dans la compétitive division Ouest de la Ligue américaine leur permet d'accéder au match de meilleur deuxième de la Ligue nationale, mais cet unique match éliminatoire joué sur le terrain de leurs adversaires se solde par une défaite aux mains d'un de leurs rivaux de division, les Diamondbacks de l'Arizona.

## Saison régulière
La saison régulière de 162 matchs des Rockies débute le 3 avril 2017 par une visite aux Brewers de Milwaukee et se termine le 1er octobre suivant. Le premier match local au Coors Field de Denver oppose les Rockies aux Dodgers de Los Angeles le 7 avril.

### Classement
| Ligue nationale division Ouest | V   | D  | %    | Diff. | Diff. (séries) |
| ------------------------------ | --- | -- | ---- | ----- | -------------- |
| Dodgers de Los Angeles         | 104 | 58 | ,642 | -     | -              |
| Diamondbacks de l'Arizona      | 93  | 69 | ,574 | 11    | +6             |
| Rockies du Colorado            | 87  | 75 | ,537 | 17    | -              |
| Padres de San Diego            | 71  | 91 | ,438 | 33    | 13             |
| Giants de San Francisco        | 64  | 98 | ,395 | 40    | 23             |

## Affiliations en ligues mineures
| Niveau            | Équipe                    | Ligue                         |
| ----------------- | ------------------------- | ----------------------------- |
| AAA               | Isotopes d'Albuquerque    | Ligue de la côte du Pacifique |
| AA                | Yard Goats de Hartford    | Eastern League                |
| A-Advanced        | JetHawks de Lancaster     | California League             |
| A                 | Tourists d'Asheville      | South Atlantic League         |
| A (saison courte) | Hawks de Boise            | Northwest League              |
| Ligue des recrues | Rockies de Grand Junction | Pioneer League                |
| Ligue des recrues | DSL Rockies               | Dominican Summer League       |